# Black Prince (Schiff, 1966)
Die Black Prince  war ein zum Kreuzfahrtschiff umgebautes ehemaliges Fährschiff, das für die norwegische Reederei Fred Olsen & Co. gebaut wurde.

## Geschichte

### Die ersten Jahre
Der Stapellauf der Black Prince fand am 14. Mai 1966 auf der Flender-Werft, Lübeck, Deutschland statt. Am 19. Oktober 1966 wurde das Schiff in Dienst gestellt. Es fuhr während des Winters als Fähre zwischen Las Palmas, Teneriffa, Madeira und London und in der Sommerzeit zwischen Norwegen und Großbritannien. Zur Winterzeit wurden neben den Passagieren immer eine große Menge an Obst transportiert.
Die Black Prince hatte ein Schwesterschiff, die Black Watch, die ebenfalls als Fährschiff eingesetzt wurde.

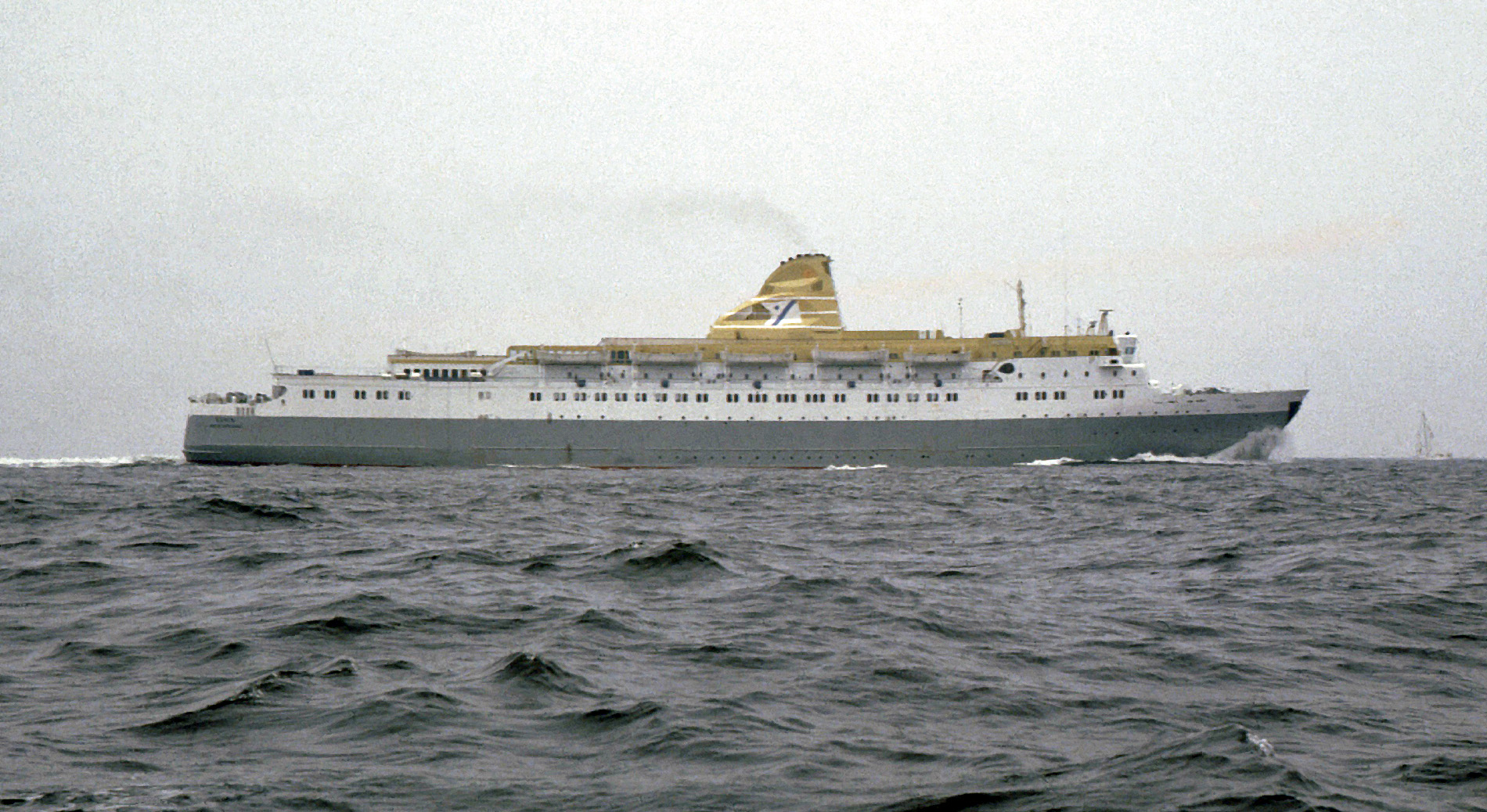
Venus 1980 auf der Nordsee

### Venus
1970 erhielt die Reederei Fred Olsen & Co. ein neues, wenn auch etwas kleineres Schiff mit dem Namen Blenheim. Aus diesem Grund schloss man eine Partnerschaft mit der Reederei Bergen Line über die Nutzung der Black Prince. Dieses Schiff fuhr nun unter dem Namen Venus während der Sommermonate die Route Newcastle upon Tyne – Bergen sowie Bergen – Amsterdam. Im Winter wurden die Routen verändert: Die Venus fuhr zwischen Rotterdam, Lissabon, Casablanca, Madeira, Las Palmas und Teneriffa. Die Hin- und Rückfahrt dauerte zwei Wochen.
1975 wurde diese Strecke gemeinsam unter dem Namen Fred Olsen-Bergen Line vermarktet. Sichtbar wurde dies durch das Anbringen von drei weißen Streifen der Bergen Line zum vorhandenen Logo der Fred Olsen & Co.

### Die 1980er Jahre
Anfang der 1980er Jahre expandierte die dänische DFDS im Bereich des Nordseefährverkehrs, so dass Kapazitäten benötigt wurden. Hierfür wurde die Venus für die Strecke Bergen – Newcastle upon Tyne und Bergen – Amsterdam gechartert. 1985 charterte die im norwegischen Bergen beheimatete Norway Line das Schiff für die Route Bergen – Newcastle upon Tyne.
1986 wurde die Partnerschaft zwischen Fred Olsen & Co. und der Bergen Line beendet. Um die Lohnkosten zu senken, verkaufte Fred Olsen & Co. das Schiff im Oktober 1986 an die in Manila auf den Philippinen ansässige Tochterfirma Fred. Olsen Cruise Lines.

### Kreuzfahrtschiff

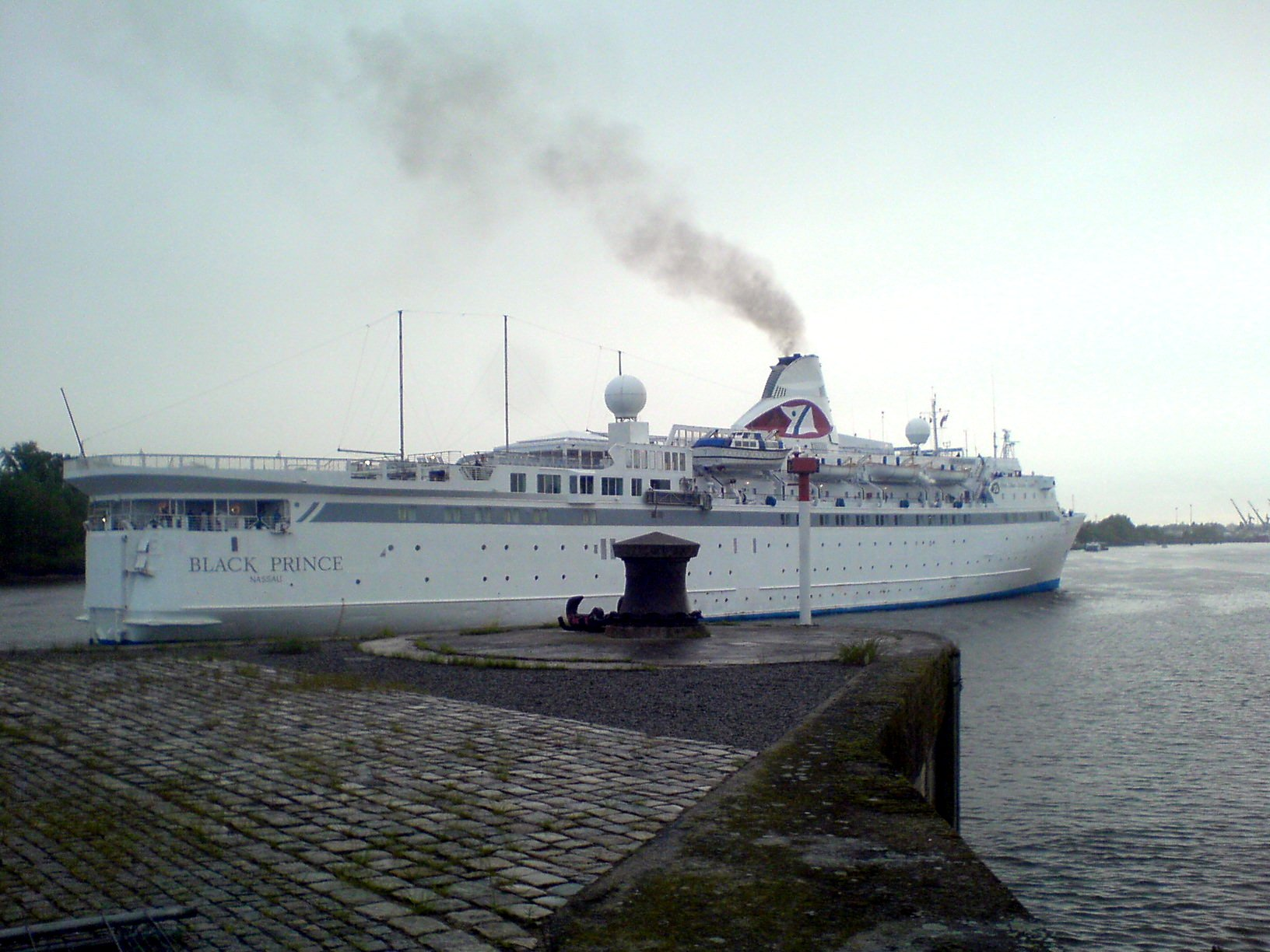
Kreuzfahrtschiff Black Prince in Nantes (2009)

Im Laufe des Jahres 1986 wurde das Schiff bei der Wartsila Marine Turku Shipyard in Finnland zu einem reinen Kreuzfahrtschiff umgebaut. Hierbei wurden die bisherigen Frachtbereiche genutzt, um dort unter anderem ein Fitnesscenter, einen innenliegenden, beheizten Pool, einen Tischtennisbereich, einen Badmintonplatz sowie einen Kinderspielbereich einzurichten. Die Heckklappe behielt man bei und baute diese so um, dass diese horizontal abgeklappt werden konnte. Somit entstand eine Marina, die während der Liegezeiten auf See von den Passagieren genutzt werden konnte. Hierzu wurde eine portable Treppe und ein schwimmender Badebereich zu Wasser gelassen, von dem aus die Gäste baden konnten. Es wurden auch Wassersportaktivitäten wie JetSki angeboten. Die Gesamtkapazität lag nach dem Umbau bei 441 Passagieren in einer Klasse.
Am 12. Februar 1987 wurde die Black Prince als Kreuzfahrtschiff erneut in Dienst gestellt. Am 27. Februar 1987 startete die erste Kreuzfahrt von Southampton in Richtung Nordafrika und Mittelmeer. 1990 wurde das Schiff auf die Fred. Olsen Cruise Lines, Hvisten, Norwegen, ins Register eingetragen. Dies brachte die dänische und schwedische Seefahrergewerkschaft auf die Barrikaden, da ihrer Meinung nach auf dem Schiff eine unterbezahlte philippinische Besatzung ihren Dienst verrichtete. Beim Anlaufen in Göteborg, Schweden, demonstrierten viele Leute, denen sich einige Hafenarbeiter anschlossen. Das Schiff wurde daraufhin außer Dienst gestellt und in Oslo, Norwegen, aufgelegt.
Im Januar 2001 wurde die Black Prince nach 35 Jahren unter norwegischer Flagge fahrend auf die Bahamas mit Heimathafen Nassau umgeflaggt.

### Verkauf nach Venezuela
Im Jahr 2010 wurden die Sicherheitsrichtlinien auf See (SOLAS) verschärft. Dies hatte zur Folge, dass auf der Black Prince eine Reihe von Umbaumaßnahmen hätten durchgeführt werden müssen, was allerdings aus Kostengründen verworfen wurde. Deshalb wurde das Schiff am 16. Oktober 2009 außer Dienst gestellt.
Wenig später kaufte die venezolanische Reederei Ola Cruises das Schiff und benannte es in Ola Esmeralda um. Seitdem wurde es für Kreuzfahrten entlang der Küste von Venezuela eingesetzt. Im November 2012 wurde das Schiff zum Verschrotten nach Santo Domingo verkauft.

### Trivia
Kurz vor der Außerdienststellung lief das Schiff am 28. September 2009 in Lübeck ein. 40 ehemalige Mitarbeiter der 2002 in Insolvenz gegangenen Flender-Werke, die am Bau des Schiffes beteiligt waren, wurden zu einem Besuch an Bord eingeladen.
Am 6. Oktober 2009 lief das Schiff ein letztes Mal aus dem Hafen von Funchal, Madeira, aus, in dem es in mehr als 40 Jahren 594 mal zu Gast war. Mehrere Schiffe, unter anderen die Costa Europa und die Costa Luminosa begleiteten das Auslaufen.
Die Reederei Ola Cruises ist der erste Kreuzfahrtbetreiber aus Venezuela.